# 김광혁 (축구 선수)
김광혁(1985년 8월 27일 ~ )은 북한의 축구 선수로 포지션은 공격수이며 현재 경공업성체육단 소속이다.

## 클럽 경력
2004년 4.25체육단 소속으로 프로에 데뷔하여 2012년까지 활동하며 북한 1부 리그 3연패, 만경대체육대회 2회 우승, 포천보체육대회 2회 우승, 공화국선수권대회 2회 연속 우승에 일조했고 2013년 경공업성체육단으로 이적 후 포천보체육대회 준우승, 2015년 오산덕체육대회 준우승 등에 일조했다.

## 국가대표팀 경력
2005년 북한 A대표팀 첫 합류 이후 2005년 EAFF E-1 풋볼 챔피언십 예선라운드에서 몽골을 상대로 해트트릭을 작성하며 6-0 대승에 기여했고 괌을 상대로는 무려 7골을 퍼붓는 등 10골로 예선라운드 득점왕에 오르며 팀 역사상 국제 경기 최다 점수차 승리(21-0 승)과 함께 결승 리그 진출에 기여했다.